# Касперсен Фалла, Майкен
Майкен Касперсен Фалла (норв. Maiken Caspersen Falla; род. 13 августа 1990, Лёренскуг, Акерсхус) — норвежская лыжница, олимпийская чемпионка 2014 года в личном спринте, двукратный призёр Олимпийских игр 2018 года (в командном и личном спринте), пятикратная чемпионка мира, многократная победительница этапов Кубка мира, трёхкратная обладательница малого Хрустального глобуса в спринтерском зачёте (2015/16, 2016/17 и 2017/18). Специализируется в спринтерских гонках свободным и классическим стилем.

## Спортивная биография
В Кубке мира Фалла дебютировала в ноябре 2008 года, в январе 2011 года одержала первую победу на этапе Кубка мира, в командном спринте. За карьеру одержала 14 побед на этапах Кубка (9 личных в спринте, 4 в командном спринте и 1 в эстафете). Лучшим достижением Фаллы в общем итоговом зачёте Кубка мира является 6-е место в сезоне 2014/15 и 2015/16.
На Олимпиаде-2010 в Ванкувере заняла 20-е место в спринте.
За свою карьеру принимала участие в шести подряд чемпионате мира, на которых в сумме завоевала девять медалей.
Использует лыжи производства фирмы Fischer.
На зимних Олимпийских играх в Корее в классическом спринте пришла к финишу в второй, уступив только Стине Нильссон из Швеции, и завоевала серебряную медаль.
В апреле 2022 года она объявила о завершении профессиональной карьеры.

## Личная жизнь
Фалла живёт в Лиллехаммере вместе с её партнёром Кристианом Хогенсеном Ауне. Ауне - бывший футболист, который когда-то был капитаном норвежского клуба Левангер. 7 апреля 2023 года они стали родителями дочки, которую назвали Алвин. Брат-близнец Фаллы, Мариус Касперсен Фалла, также является профессиональным лыжником.

## Результаты на крупнейших соревнованиях

### Олимпийские игры
| Олимпийские игры | Спринт | Командный спринт | 10 км раздельный старт | 7,5+7,5 км скиатлон | 30 км масс-старт | Эстафета |
| ---------------- | ------ | ---------------- | ---------------------- | ------------------- | ---------------- | -------- |
| 2010 Ванкувер    | 20     | —                | —                      | —                   | —                | —        |
| 2014 Сочи        | 1      | —                | —                      | —                   | —                | —        |
| 2018 Пхёнчхан    | 2      | 3                | —                      | —                   | —                | —        |
| 2022 Пекин       | 8      | 8                | —                      | —                   | —                | —        |

### Чемпионаты мира по лыжным видам спорта
| Чемпионат мира          | Спринт | Командный спринт | 10 км раздельный старт | 7,5+7,5 км скиатлон | 30 км масс-старт | Эстафета |
| ----------------------- | ------ | ---------------- | ---------------------- | ------------------- | ---------------- | -------- |
| 2009 Либерец            | 39     | —                | —                      | —                   | —                | —        |
| 2011 Осло-Хольменколлен | 13     | 3                | —                      | —                   | —                | —        |
| 2013 Валь-ди-Фьемме     | 3      | 4                | —                      | —                   | —                | —        |
| 2015 Фалун              | 3      | 1                | —                      | —                   | —                | —        |
| 2017 Лахти              | 1      | 1                | —                      | —                   | —                | 1        |
| 2019 Зефельд            | 1      | 3                | —                      | —                   | —                | —        |
| 2021 Оберстдорф         | 2      | 6                | —                      | —                   | —                | —        |